# Quinnesec, Michigan
Quinnesec är ett samhälle i Dickinson County i den amerikanska delstaten Michigan. Det är ett område definierat med hänsyn till statistiska ändamål och har ingen juridiskt erkänd status som en kommun.
Befolkningen var 1 191 vid folkräkningen 2010. Det är en del av Iron Mountain, MI–WI Micropolitan Statistical Area.

## Namnet
Quinnesec är en förvanskning av "Bekuenesec" (från Ojibwa bekweneseg, som betyder "rökig"), uppkallad efter de stora och små Quinnesec-fallen, som vid en tidpunkt var kända som stora och små Bekuenesec-fallen.